# حمام محله مشهد
حمام محله مشهد مربوط به دوره پهلوی اول است و در تفرش، محله فم واقع شده و این اثر در تاریخ ۲۵ آبان ۱۳۸۷ با شمارهٔ ثبت ۲۳۸۰۶ به‌عنوان یکی از آثار ملی ایران به ثبت رسیده است.